# ديدييه كونراد
ديدييه كونراد (بالفرنسية: Didier Conrad)‏ هو فنان قصص مصورة فرنسي، ولد في 6 مايو 1959 في مارسيليا في فرنسا.

## وصلات خارجية
- ديدييه كونراد على موقع مونزينجر (الألمانية)